# Aepocerus nitidiventris
Aepocerus nitidiventris är en stekelart som beskrevs av Embrik Strand 1911. Aepocerus nitidiventris ingår i släktet Aepocerus och familjen fikonsteklar. Inga underarter finns listade i Catalogue of Life.